# Arcieparchia di Leopoli degli Armeni

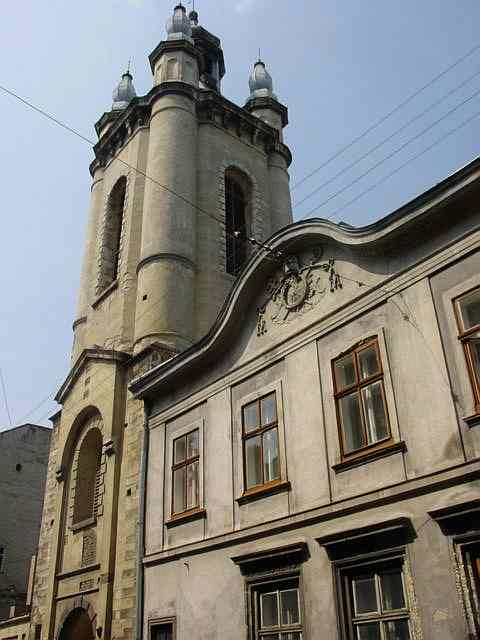
Il palazzo arcivescovile con il campanile.

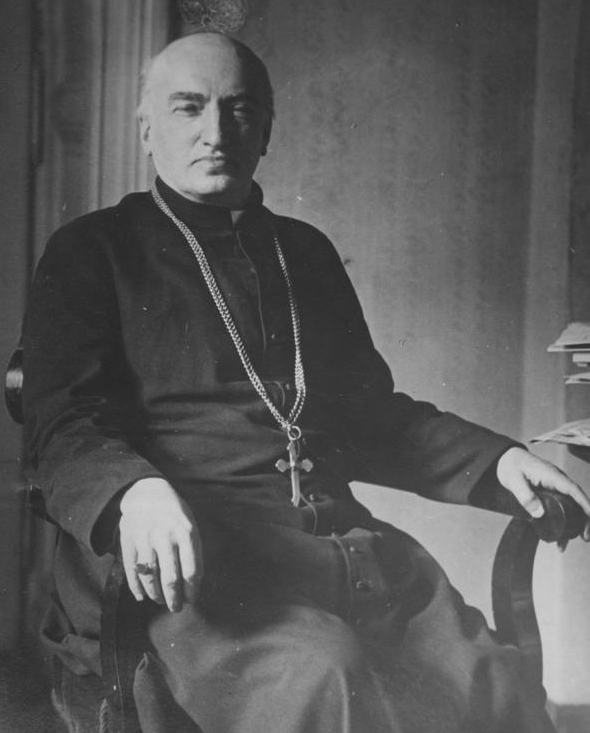
L'ultimo arcieparca residente, Józef Teofil Teodorowicz

L'arcieparchia di Leopoli degli Armeni (in latino: Archieparchia Leopolitana Armenorum) è una sede della Chiesa armeno-cattolica in Ucraina, immediatamente soggetta alla Santa Sede. La sede è vacante.

## Territorio
La giurisdizione della diocesi si estende ai fedeli cattolici di rito armeno di tutta l'Ucraina. Sede della diocesi è Leopoli, dove si trova l'ex cattedrale dell'Assunta, oggi officiata dalla Chiesa apostolica armena.

## Storia
L'arcieparchia fu eretta nel 1361 con la consacrazione del primo arcivescovo da parte del patriarca di Cilicia. Il re di Polonia Casimiro il Grande concesse nel 1367 piena libertà di culto agli armeni.
Il 24 ottobre 1630 l'arcieparca Mikołaj Torosowicz sancì l'unione della Chiesa armena di Leopoli con la Chiesa cattolica, più di un secolo prima del riconoscimento della Chiesa armeno-cattolica che avvenne nel 1742 con l'istituzione del patriarcato di Cilicia.
Dal 1675 al 1798 l'arcieparca era eletto direttamente dai religiosi e dai fedeli armeni e doveva ricevere il benestare del re di Polonia, che ne informava il nunzio apostolico, il quale a sua volta istruiva le pratiche per la preconizzazione dal papa. Dopo il 1798, quando Leopoli passò sotto il dominio austriaco, il diritto di nomina dell'arcivescovo fu di competenza del capitolo che proponeva all'imperatore austriaco una rosa di tre candidati. Il prescelto doveva poi ottenere la preconizzazione dal papa.
Con la spartizione polacca operata alla fine del Settecento, l'arcieparchia perse il controllo sui fedeli armeni della Polonia, della Lituania e della Russia Bianca, regioni passate alla Russia. Il 28 marzo 1809 in queste terre furono eretti dei vicariati apostolici, trasformati in seguito in due eparchie armeno-cattoliche, Kamieniec e Cherson.
Il 20 settembre 1819 il diritto di elezione degli arcieparchi fu concesso all'imperatore con il breve Inter caetera di papa Pio VII.
Secondo Missiones catholicae, pubblicazione di Propaganda Fide, nel 1907, l'arcieparchia comprendeva all'incirca 4.000 cattolici armeni nella Galizia e in Bucovina, distribuiti in 10 parrocchie: Leopoli, Brzeżany, Stanislaow, Łysiec, Snjatyn, Horodenka, Kutty, Czerniowce, Suczawa e Tyśmienica.
Dal 1938 l'arcieparchia è sede vacante: fino al 1954 fu affidata ad un amministratore apostolico; dopo la sua morte l'amministrazione è esercitata dal primate di Polonia.
Dopo la caduta dell'Unione Sovietica un manipolo di famiglie cercò di ristabilire la parrocchia della cattedrale, che durante il regime comunista era stata utilizzata come deposito per oggetti di arte sacra. Anche gli armeni della Chiesa apostolica, la cui comunità si era formata a Leopoli durante il periodo sovietico, cercarono di acquisire la cattedrale. Fu a questi ultimi che il governo ucraino destinò la cattedrale, con la condizione che potesse ospitare liturgie cattoliche. Vista l'assenza di clero armeno-cattolico a Leopoli, le celebrazioni cattoliche sono state sporadiche. La cattedrale è divenuta nel 2003 sede dell'eparchia apostolico-armena di Leopoli.

## Cronotassi dei vescovi
Si omettono i periodi di sede vacante non superiori ai 2 anni o non storicamente accertati.
- Mikołaj Torosowicz † (24 ottobre 1630 - 24 ottobre 1681 deceduto)
- Wartan Hunanian † (24 ottobre 1681 succeduto - 15 giugno 1715 deceduto)
- Jan Tobiasz Augustynowicz † (15 giugno 1715 succeduto - 22 dicembre 1751 deceduto)
- Jakub Stefan Augustynowicz † (22 dicembre 1751 succeduto - 11 gennaio 1783 deceduto)
- Jakub Walerian Tumanowicz † (11 gennaio 1783 succeduto - 2 settembre 1798 deceduto)
- Jan Jakub Symonowicz † (1º marzo 1800 - 3 ottobre 1816 deceduto)
- Kajetan Augustyn Warteresiewicz † (21 febbraio 1820 - 6 febbraio 1831 deceduto)
- Samuel Cyryl Stefanowicz † (13 marzo 1832 - 8 dicembre 1858 deceduto)
- Grzegorz Michał Symonowicz † (8 dicembre 1858 succeduto - 14 giugno 1875 deceduto)
- Grzegorz Józef Romaszkan † (3 aprile 1876 - 11 dicembre 1881 deceduto)
- Izaak Mikołaj Isakowicz (3 luglio 1882 - 29 aprile 1901 deceduto)
- Józef Teofil Teodorowicz † (16 dicembre 1901 - 5 dicembre 1938 deceduto)
  - Sede vacante (dal 1938)
  - Dionizy (Roman) Kajetanowicz † (dicembre 1938 - 18 novembre 1954 deceduto) (amministratore apostolico)